# Francesco Bruni (vescovo)
Francesco Bruni (Bisceglie, 12 luglio 1802 – Lecce, 17 gennaio 1863) è stato un vescovo cattolico italiano, vescovo della diocesi di Ugento dal 19 maggio 1835 al 17 gennaio 1863.

## Biografia
Fu vescovo di Ugento durante l'annessione del Regno delle Due Sicilie al Regno d'Italia. Per contrasti con i Savoia, che avevano confiscato i beni della Chiesa, e per i metodi adottati, nel 1862 venne arrestato e rimosso dalla cattedra di Ugento e trasferito senza incarico a Lecce, dove morì l'anno successivo. La sede vescovile di Ugento rimase vacante per undici anni, sino all'elezione di mons. Salvatore Luigi Zola il 21 marzo 1873.
Quando era ancora vescovo a Ugento, subito dopo l'annessione, la nuova amministrazione comunale di stampo liberal-borghese, con cui era entrato in contrasto, decise di cambiare la denominazione della piazza antistante il palazzo vescovile da Piazza Episcopio a Piazza Vittorio Emanuele II, nel 2010 nuovamente ridenominata Piazza San Vincenzo.

## Genealogia episcopale
La genealogia episcopale è:
- Cardinale Scipione Rebiba
- Cardinale Giulio Antonio Santori
- Cardinale Girolamo Bernerio, O.P.
- Arcivescovo Galeazzo Sanvitale
- Cardinale Ludovico Ludovisi
- Cardinale Luigi Caetani
- Cardinale Ulderico Carpegna
- Cardinale Paluzzo Paluzzi Altieri degli Albertoni
- Papa Benedetto XIII
- Papa Benedetto XIV
- Papa Clemente XIII
- Cardinale Luigi Valenti Gonzaga
- Cardinale Lorenzo Litta
- Cardinale Filippo Giudice Caracciolo, C.O.
- Arcivescovo Marino Paglia
- Vescovo Francesco Bruni